# Григораш Дмитро Петрович
Дмитро Петрович Григораш (нар. 20 жовтня 1957, село Коровайна, тепер Немирівського району Вінницької області) — український радянський діяч, тракторист колгоспу «Україна» Немирівського району Вінницької області. Депутат Верховної Ради УРСР 11-го скликання.

## Біографія
Освіта середня.
З 1973 року — механізатор колгоспу «Україна» Немирівського району Вінницької області. Служив у Радянській армії.
З 1978 року — механізатор колгоспу «Україна» села Коровайна Немирівського району Вінницької області.
Потім — на пенсії в селі Коровайна Немирівського району Вінницької області.

## Нагороди
- ордени
- медалі